# Perdicca I di Macedonia
Perdicca I (in greco: Περδίκκας Α`; ... – VII secolo a.C.) fu re di Macedonia dal 700 al 678 a.C..
Durante il suo regno i macedoni conquistarono la zona costiera del golfo Termaico tra le foci dei fiumi Aliakmonas e Axio.

## Origine leggendaria della sua regalità
Erodoto riferisce di lui : 
Che i principi di Macedonia di cui si è parlato, discendenti di Perdicca, siano di razza greca, come del resto essi affermano, io sono perfettamente in grado di saperlo con precisione.»
L'ambito sociopolitico di questa leggenda narrata da Erodoto è quello della monarchia agraria del tipo che appare nei poemi omerici.
Erodoto continua il racconto dicendo che...

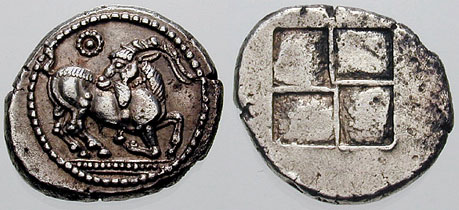
Monete della vecchia capitale di Aegae, fondata da Perdicca I

Il significato simbolico mostra che oltre al fatto che Perdicca riscuote le tre paghe, prende anche possesso di quello che il sole illumina: la terra del regno.
Erodoto prosegue raccontando che, informato il re del significato, fece mettere alcuni cavalieri alle calcagna del giovane per ucciderlo. Perdicca e i suoi fratelli attraversarono un fiume, e questo si allargò tanto che gli inseguitori non poterono guadarlo.
I tre fratelli arrivarono nella Macedonide (sic) e si stabilirono nei giardini che, secondo Erodoto, appartenevano a  Mida, il mitico re di Frigia. Lì si innalzava il monte Bermio. Si impadronirono della regione, usandola come base per le successive conquiste del resto della Macedonia, vale a dire i territori costieri tra i fiumi Aliacmone e l'Axio, così come la Macedonia meridionale e settentrionale, a scapito, soprattutto, di peoni e traci.  Questo processo di estensione del Regno di Macedonia fu graduale, prolungandosi nello spazio di tre secoli e mezzo.